# Coinces
Coinces és un municipi francès, situat al departament del Loiret i a la regió de Centre – Vall del Loira. L'any 2007 tenia 505 habitants.

## Demografia

### Població
El 2007 la població de fet de Coinces era de 505 persones. Hi havia 186 famílies, de les quals 36 eren unipersonals (16 homes vivint sols i 20 dones vivint soles), 63 parelles sense fills, 83 parelles amb fills i 4 famílies monoparentals amb fills.
La població ha evolucionat segons el següent gràfic:
Habitants censats

### Habitatges
El 2007 hi havia 214 habitatges, 187 eren l'habitatge principal de la família, 8 eren segones residències i 19 estaven desocupats. 205 eren cases i 9 eren apartaments. Dels 187 habitatges principals, 148 estaven ocupats pels seus propietaris, 38 estaven llogats i ocupats pels llogaters i 1 estava cedit a títol gratuït; 11 tenien dues cambres, 31 en tenien tres, 48 en tenien quatre i 96 en tenien cinc o més. 154 habitatges disposaven pel capbaix d'una plaça de pàrquing. A 63 habitatges hi havia un automòbil i a 112 n'hi havia dos o més.

### Piràmide de població
La piràmide de població per edats i sexe el 2009 era:
| Homes | Edats   | Dones |
| ----- | ------- | ----- |
| 0     | 95 o +  | 0     |
| 0     | 90 a 94 | 0     |
| 0     | 85 a 89 | 12    |
| 4     | 80 a 84 | 4     |
| 8     | 75 a 79 | 0     |
| 8     | 70 a 74 | 4     |
| 12    | 65 a 69 | 4     |
| 20    | 60 a 64 | 16    |
| 16    | 55 a 59 | 20    |
| 20    | 50 a 54 | 28    |
| 16    | 45 a 49 | 24    |
| 8     | 40 a 44 | 8     |
| 20    | 35 a 39 | 24    |
| 12    | 30 a 34 | 8     |
| 12    | 25 a 29 | 8     |
| 16    | 20 a 24 | 12    |
| 24    | 15 a 19 | 20    |
| 24    | 10 a 14 | 12    |
| 16    | 5 a 9   | 12    |
| 4     | 0 a 4   | 8     |

## Economia
El 2007 la població en edat de treballar era de 332 persones, 259 eren actives i 73 eren inactives. De les 259 persones actives 245 estaven ocupades (132 homes i 113 dones) i 14 estaven aturades (4 homes i 10 dones). De les 73 persones inactives 28 estaven jubilades, 27 estaven estudiant i 18 estaven classificades com a «altres inactius».

### Ingressos
El 2009 a Coinces hi havia 200 unitats fiscals que integraven 551 persones, la mediana anual d'ingressos fiscals per persona era de 18.965 €.

### Activitats econòmiques
Dels 11 establiments que hi havia el 2007, 1 era d'una empresa extractiva, 1 d'una empresa de fabricació d'altres productes industrials, 2 d'empreses de construcció, 4 d'empreses de comerç i reparació d'automòbils, 1 d'una empresa de transport, 1 d'una empresa d'hostatgeria i restauració i 1 d'una entitat de l'administració pública.
Dels 2 establiments de servei als particulars que hi havia el 2009, 1 era una fusteria i 1 electricista.
L'any 2000 a Coinces hi havia 13 explotacions agrícoles que ocupaven un total de 1.287 hectàrees.

## Poblacions més properes
El següent diagrama mostra les poblacions més properes.